# Sychesia subtilis
Sychesia subtilis är en fjärilsart som beskrevs av Butler 1878. Sychesia subtilis ingår i släktet Sychesia och familjen björnspinnare. Inga underarter finns listade i Catalogue of Life.